# Visandre
Le ruisseau de la Visandre, ru de la Visandre ou Visandre est un ruisseau coulant dans le département français de Seine-et-Marne. C'est un affluent de l'Yerres en rive gauche, donc un sous-affluent de la Seine.

## Géographie
Le bassin versant de la Visandre, qui s'étire d'est en ouest, constitue la partie orientale du bassin de l'Yerres. Il couvre environ 128 km2 dans le département de Seine-et-Marne. Il intéresse 13 communes et environ 4 000 habitants.
La surface de ce bassin est couverte à 84 % de cultures, 12 % de forêts et 4 % de zones artificialisées.
Les zones artificialisées concernent les villages dispersés, les principaux étant Jouy-le-Châtel et Vaudoy-en-Brie.
La Visandre organise un territoire de la Brie centrale compris entre celui de l'Aubetin au nord et de l'Yvron au sud. Les communes concernées du bassin versant s'étaient d'ailleurs regroupées au sein de la Communauté de communes de la Visandre de 2000 à 2009.
La Visandre est un cours d'eau calme, d'une profondeur maximale de quelques décimètres selon les endroits traversés. Le ruisseau, évoluant entièrement sur le perméable plateau briard, possède un débit très faible jusqu'à la confluence avec l'Yerres. Nombre de ses affluents (quasiment tous en rive gauche) ne sont d'ailleurs que des rus intermittents, avec des pertes sur une partie de leur cours. La Visandre se trouve en effet sur une zone très infiltrante.
Le parcours est sinueux, dans une vallée peu individualisée avec une orientation générale allant de l'est vers l'ouest pour rejoindre l'Yerres.
La Visandre est le plus long affluent de l'Yerres, très légèrement devant la Marsange et l'Yvron, mais derrière au niveau du bassin versant.
À la confluence, la Visandre est plus longue que l'Yerres mais son débit est plus faible.

## Description du cours
La Visandre prend sa source sur la commune de Courchamp, à l'étang de la ferme de la Motte, à une altitude de 168 mètres. Ce n'est alors, à l'instar des rus de la Brie, qu'un cours d'eau intermittent en partie busé et au débit insignifiant.
Le ru, qui s'appelle la Luisandre prend une orientation nord-ouest, passe au château des Minimes avant de rentrer dans le territoire de Champcenest, puis celle de Bezalles et Boisdon. Au Pont de Hildon, la Luisandre devient le ru des Luisantes, prend une orientation ouest et traverse le territoire de Bannost sur toute sa longueur avant de rentrer sur le territoire de Jouy-le-Châtel. Le ru des Luisantes devient la Visandre en recevant son premier affluent le ru du Vallot, puis le ru des Petits Grès (ru de l'Abbaye). La Visandre travers le carrefour de Prévers où croisent la RN 4, la RD 231 (route de Lagny à Provins) et la RD 209 (ancienne Via Agrippa), et entre à Vaudoy-en-Brie où elle reçoit le Réveillon. Le ruisseau passe à Voinsles et brièvement au Plessis-Feu-Aussoux) en recevant successivement le ru d'Orlon et le ru de Marderon.
À la limite de Lumigny-Nesles-Ormeaux, la Visandre rejoint un bras de l'Yerres avant de faire définitivement sa jonction à une altitude de 87 mètres.

## Principaux affluents
De sa source à Courchamp, à son embouchure à Lumigny-Nesles-Ormeaux, où elle se jette dans l'Yerres, son cours fait 30,9 km. La Visandre reçoit 5 affluents principaux. Par ordre géographique, d'amont en aval :
- Ru du Vallot, 7,3 km, qui prend sa source à La Conquillie (Bannost-Villegagnon) sous le nom de Riot et passe dans les carrières de la commune.
- Ru des Petits Grés ou ru de l'Abbaye, 10,5 km, qui prend sa source dans la forêt domaniale de Jouy avant de devenir le ru de la Charmoye, disparaître dans la pente de Villechevret (Jouy-le-Châtel) puis réapparaître comme ru des Petits Grès.
- Réveillon, qui prend sa source près de Bois-le-Comte (Jouy-le-Châtel), part à l'ouest, traverse la RD 209, disparaît avant de réapparaître environ 2 km au nord-ouest et traverser Vaudoy-en-Brie.
- Ru d'Orlon, 3,1 km, qui prend sa source au niveau de la RN 4, passe devant Planoy (Voinsles) et reçoit le fossé Berthoux.
- Ru Marderon, 2,7 km, qui prend sa source au niveau de la RN 4, contourne le village de Voinsles et alimente un lavoir.

## Communes traversées
Courchamp ~ Champcenest ~ Bezalles ~ Boisdon ~ Bannost-Villegagnon ~ Jouy-le-Châtel ~ Vaudoy-en-Brie ~ Le Plessis-Feu-Aussoux ~ Voinsles ~ Lumigny-Nesles-Ormeaux.

### Protection de la vallée de la Visandre et de ses abords
La vallée de la Visandre n'est pas classée et présente un intérêt écologique et paysager modeste dans la Brie orientale.

## Hydrologie
La Visandre est un ruisseau particulièrement irrégulier, ses variations influencent significativement l'Yerres en aval.
Le module de la Visandre n'est pas connu. La Visandre présente de très importantes fluctuations saisonnières de débit, avec des hautes eaux d'hiver-printemps de décembre à début avril inclus (avec un maximum en février), et des basses eaux d'été de mai à novembre inclus (avec un minimum en août et en septembre).
En période d'étiages sévères, la Visandre tombe à sec. Tout comme l'Yerres, le ruisseau est très dépendant du niveau de la nappe phréatique, du fait de la nature très perméable du sol. En période hivernale, le débit peut monter à 0,9 m3/s.
Les crues qui surviennent peuvent être importantes avec les mêmes conséquences que celles de l'Yerres. La faible pente motrice se traduit par des débordements fréquents et généralisés lors des crues. À l’aval, les secteurs urbanisés, largement étendue dans le lit majeur du cours d’eau, subissent les crues avec des dégâts matériels. Le village de Vaudoy-en-Brie est particulièrement exposé.
La Visandre, tout comme l'Yerres est un ruisseau peu abondant, alimenté par des précipitations réduites. La lame d'eau écoulée dans son bassin versant est de 109 millimètres annuellement, une des plus faibles de France, nettement inférieure tant à la moyenne de la totalité du bassin de la Seine (220 millimètres), qu'à la moyenne d'ensemble de la France. Le débit spécifique (ou Qsp) atteint 3,4 litres par seconde et par kilomètre carré de bassin.

## Syndicat Mixte d'Aménagement et d'Entretien de la Visandre et du Réveillon
La gestion de la Visandre est assurée par le Syndicat Mixte d'Aménagement et d'Entretien de la Visandre et du Réveillon.
Le syndicat a pour objet de prendre en charge l'entretien et l'aménagement du ru de la Visandre et du ru du Réveillon sur le territoire des communes adhérentes.
Un SAGE (Schéma d'aménagement et de gestion des eaux), élaboré depuis 2002 sous l'égide de la CLE (commission locale des eaux) du bassin versant de l'Yerres, a été approuvé par arrêté interpréfectoral le 13 octobre 2011. Il établit des préconisations permettant d'atteindre les objectifs de bon état des eaux imposés par la Directive Cadre Européenne sur l’Eau (DCE).

## Qualité des eaux
La Visandre, à l'instar des autres cours d'eau de la Brie centrale, affiche une mauvaise qualité des eaux.